# Hammer Film Productions
Hammer Film Productions – wytwórnia filmowa, mieszczącą się w Wielkiej Brytanii, znana najbardziej z produkcji filmów grozy.
Założona została w 1934 roku przez Williama Hindsa i Jamesa Carrerasa, najbardziej znana jest z serii gotyckich „Hammer horrorów”, wyprodukowanych w latach 1950–70.
W wytwórni tej tworzono także filmy z gatunku science fiction, thrillery oraz komedie – w późniejszych latach również seriale telewizyjne. Filmy tworzone przez tę wytwórnię filmową należały do niskobudżetowych, jednakże były produkowane z udziałem znanych brytyjskich aktorów na nowocześnie wystylizowanych planach filmowych.
Wytwórnia współpracowała z innymi amerykańskimi studiami filmowymi takimi jak Warner Brothers. Zakończenie produkcji filmowych nastąpiło w latach osiemdziesiątych. 
W 2000 roku została wykupiona przez konesera sztuki Charlesa Saatchi, jednakże nie powstały żadne filmy. W maju 2007 roku ponownie została wykupiona przez czołową grupę filmowców Big Brother.

## Tytuły wybranych filmów

### Cykl filmów oDraculi
- Dracula – film z 1958 roku
- Narzeczona Draculi (The Brides of Dracula) – film z 1960 roku
- Dracula: Książę Ciemności (Dracula: Prince of Darkness) – film z 1966 roku
- Powrót Draculi (Dracula has Risen from Grave) – film z 1968 roku
- Skosztuj krwi Draculi (Taste the Blood of Dracula) – film z 1970 roku
- Ukąszenie Draculi (Scars of Dracula) – film z 1970 roku
- Dracula A.D. 1972 – film z 1972 roku
- Szatański plan Draculi (The satanis rites of Dracula) – film z 1973 roku
- Legenda siedmiu złotych wampirów (Legend of the 7 Golden Vampires) – film z 1974 roku

### Cykl filmów oFrankensteinie
- Przekleństwo Frankensteina (The Curse of Frankenstein) – film z 1957 roku
- Zemsta Frankensteina (The Revenge of Frankenstein) – film z 1958 roku
- Zło Frankensteina (The Evil of Frankenstein) – film z 1964 roku
- Frankenstein stworzył kobietę (Frankenstein Created Woman) – film z 1967 roku
- Frankenstein musi zginąć (Frankenstein Must be Destroyed) – film z 1969 roku
- Horror Frankensteina (The Horror of Frankenstein) – film z 1970 roku
- Frankenstein i potwór z piekła (Frankenstein and the Monster from Hell) – film z 1974 roku

### Inne
- Mumia (The Mummy) – film z 1959 roku
- Pies Baskerville’ów (The Hound of the Baskervilles) – film z 1959 roku
- Upiór w operze (The Phantom of the Opera) – film z 1962 roku
- Kobieta-Wąż (The Reptile) – film z 1966 roku